# Les Côtes-de-Corps
Les Côtes-de-Corps är en kommun i departementet Isère i regionen Auvergne-Rhône-Alpes i sydöstra Frankrike. Kommunen ligger i kantonen Corps som tillhör arrondissementet Grenoble. År 2022 hade Les Côtes-de-Corps 73 invånare.

## Befolkningsutveckling
Antalet invånare i kommunen Les Côtes-de-Corps
Referens:INSEE